# Michael O'Shea (actor)
Michael O'Shea (Hartford, 17 de març de 1906 - Dallas, 4 de desembre de 1973) va ser un actor dels Estats Units. Va començar la seva carrera en el vodevil americà. Entre els seus papers destaca el de parella de Barbara Stanwyck a la pel·lícula Lady of Burlesque. Després dels anys 50 va treballar a la televisió. Es va casar dues vegades, la segona esposa va ser l'actriu Virginia Mayo.

## Filmografia parcial
- Lady of Burlesque (1943)
- Jack London (1943)
- Something for the Boys (1944)
- Man from Frisco (1944)
- The Eve of St. Mark (1944)
- Circumstantial Evidence (1945)
- It's a Pleasure (1945)
- Last of the Redmen (1947)
- Violence (1947)
- Mr. District Attorney (1947)
- Smart Woman (1948)
- The Threat (1949)
- The Big Wheel (1949)
- The Underworld Story (1950)
- Captain China (1950)
- The Model and the Marriage Broker (1951)
- Fixed Bayonets! (1951)
- Disc Jockey (1951)
- Bloodhounds of Broadway (1952)
- It Should Happen to You (1954)